# Сан-Фернандо (Калифорния)
Эта статья об американском городе. О долине Сан-Фернандо см. Сан-Фернандо (долина)
Сан-Ферна́ндо — город, расположенный в долине Сан-Фернандо, на северо-западе округа Лос-Анджелес, Калифорния, США. Население города, по данным переписи 2000 года, составляет 23 564 человек.

## История
Город был назван в честь близлежащего поселения «Mission San Fernando Rey de España», и является частью ранчо Калифорния в «Rancho Ex-Mission San Fernando».
В 1874 году Чарльз Маклей, основатель Сан-Фернандо, купил 56 000 акров земли ранчо. В 1882 году кузены Джордж и Бенджамин Портер из будущего ранчо «Портер» получили по одной трети от общей площади.
В 1885 году Маклей основал теологическую школу и методистскую семинарию в его вновь основанном городе Сан-Фернандо. После его смерти она стала филиалом и переехала в кампус университета Южной Калифорнии, а затем в теологическую школу Клермонт.

## География
Сан-Фернандо полностью окружён городом Лос-Анджелес, с районами Сильмар на севере, Лейк Вью Террас на востоке, Пакоимой на юге и Миссион Хиллс на западе. Через город проходят государственные магистрали № 5 (Голден Стейт), № 210 (Футхилл), № 405 (Сан-Диего) и маршрут № 118 (Рональд Рейган).
Большинство из городов, окружающих долину Сан-Фернандо, согласились на аннексию Лос-Анджелесом в 1910 году, стремясь получить обильное водоснабжение из недавно построенного акведука. А город Сан-Фернандо, снабжаемый собственными подземными водами, остался отдельным городом. Даже после того, как долина Сан-Фернандо стала большим сельскохозяйственным районом в десятилетие после Второй мировой войны, Сан-Фернандо сохранил свою независимость.

## Демография
По переписи 2000 года в Сан-Фернандо проживает 23,564 человека, имеется 5,774 домохозяйства и 4,832 семьи, проживающих в городе. Плотность населения 3822,7 чел./км ². В городе 5932 единицы жилья со средней плотностью 962,3 чел./км². Расовый состав состоит из 42,76% белых, 0,98% афроамериканцев, 1,69% коренных американцев, 1,12% азиатов, 0,11% выходцев с тихоокеанских островов, 49,35% других рас и 3,98% — две или более рас. Латиноамериканцев любой расы — 89,28%.
В городе существует 5,774 домохозяйства, из которых 52,8% имеют детей в возрасте до 18 лет, проживающих с ними, 59,1% супружеских пар, живущих вместе, 16,4% женщин проживают без мужей, а 16,3% не имеют семьи. 12,4% всех домохозяйств состоят из отдельных лиц и 5,6 % являются одинокие люди в возрасте 65 лет и старше. Средний размер домохозяйств 4.07, средний размер семьи 4,33.
В городе проживает 34,4% населения в возрасте до 18 лет, 11,4% с 18 до 24 лет, 32,1% с 25 до 44 лет, 15,0% от 45 до 64 лет и 7,0% от 65 лет и старше. Средний возраст составляет 27 лет. На каждые 100 женщин приходится 101,7 мужчин. На каждые 100 женщин в возрасте 18 лет и старше насчитывается 99,9 мужчин.
Средний доход на домохозяйство составляет $39 909, средний доход на семью $40 138. Мужчины имеют средний доход $26 068 против $22 599 у женщин. Доход на душу населения в городе равен $11 485. 15,3% семей или 19,1% населения живут за чертой бедности, в том числе 22,5% из них моложе 18 лет и 15,6% в возрасте 65 лет и старше.

## Управление и инфраструктура

### Местное самоуправление
Город Сан-Фернандо управляется городским советом. Члены городского совета избираются на четыре года. Мэр избирается каждый год, на основе ротации большинства голосов совета. Совет собирается в первый и третий понедельник каждого месяца в 18:00 в Палате Совета.

### Полиция
Сан-Фернандо обслуживает Полицейский департамент Сан-Фернандо. Департамент полиции имеет 35 офицеров полиции и 25 штатского персонала. В департаменте 20 офицеров находятся в запасе. В случае необходимости департамент полиции можно увеличить до 55 офицеров.
Полиция Сан-Фернандо является членом Управления по борьбе со стихийными бедствиями района «С» по округу Лос-Анджелес. Район «C» состоит из городов Бербанк, Пасадена, Глендейл, Сан-Фернандо, Сан-Гейбриел, Монтерей-Парк, Алхамбра и Южная Пасадена. В прошлом, во время инцидентов, происходивших в непосредственной близости от города, полиции приходилось просить помощь у департамента полиции Лос-Анджелеса.

### Пожарные
Город обслуживает Пожарный департамент Лос-Анджелеса из трёх пожарных станций номер 75, 91, 98, которые расположены в городе Лос-Анджелес.
Пожарная станция 75 в Миссион-Хиллс обслуживает западный Сан-Фернандо, станция 91 в Сильмаре обслуживает северо-восточный Сан-Фернандо, а станция 98 в Пакоиме обслуживает юго-восточный Сан-Фернандо.

### Городские, окружные и федеральные представительства
Департамент здравоохранения округа Лос-Анджелес, расположенный в Медицинском центре Пакоимы, город Пакоима, обслуживает Сан-Фернандо.
Офис Почтовой службы США работает в Сан-Фернандо.
В Сенате штата Калифорния Сан-Фернандо значится 20 округом и представляется демократом Алексом Падиллой, в Собрании штата 39 округом и представлен Фелипе Фуэнтесом. В Палате представителей США Сан-Фернандо расположен в 28 Калифорнийском конгресском округе и представляется демократом Говардом Берманом.

## Экономика

### Главные предприниматели
Согласно всестороннему финансовому отчёту города за 2009 год, главными предпринимателями являются:
| #  | Работодатель                        | Количество работников |
| -- | ----------------------------------- | --------------------- |
| 1  | Los Angeles Unified School District | 490                   |
| 2  | PureTek                             | 400                   |
| 3  | JT Contractors                      | 400                   |
| 4  | Pepsi Beverages Company             | 300                   |
| 5  | Samco Scientific                    | 300                   |
| 6  | Округ Лос-Анджелес                  | 275                   |
| 7  | Future Graphics                     | 220                   |
| 8  | Padilla’s Company                   | 200                   |
| 9  | City of San Fernando                | 190                   |
| 10 | Medical Illumination International  | 155                   |
| 11 | Dr Pepper Snapple Group             | 100                   |
| 12 | J&M Products                        | 100                   |
| 13 | Newco International                 | 100                   |
| 14 | Santana Formal Accessories          | 100                   |
| 15 | Partners in Care Foundation         | 95                    |
| 16 | Northeast Valley Health Corporation | 85                    |
| 17 | Carlson & Co.                       | 82                    |
| 18 | Padilla Paving                      | 80                    |
| 19 | Payless Foods                       | 80                    |
| 20 | Veolia Transport                    | 80                    |

## Образование
В Сан-Фернандо расположены следующие учебные заведения, входящие в Объединённый школьный округ Лос-Анджелеса:
- школа О’Мелвени (недоступная ссылка — история).
- Начальная школа Морнингсайд
- Начальная школа Сан-Фернандо
- Средняя школа Сан-Фернандо
- Региональная средняя школа долины, откроется в 2011 году[19].
- Международная академия исследователей Vaughn.
- Triumph Charter Academy; PUC Charter School. Архивировано из оригинала 14 июня 2008 года.
- Nueva Esperanza Charter Academy; PUC Charter School. Архивировано из оригинала 24 ноября 2010 года.

## Публичные библиотеки
Публичная библиотека округа Лос-Анджелес работает в Библиотеке Сан-Фернандо на 217 Норт-Маклей Авеню.